# Robert Aderholt

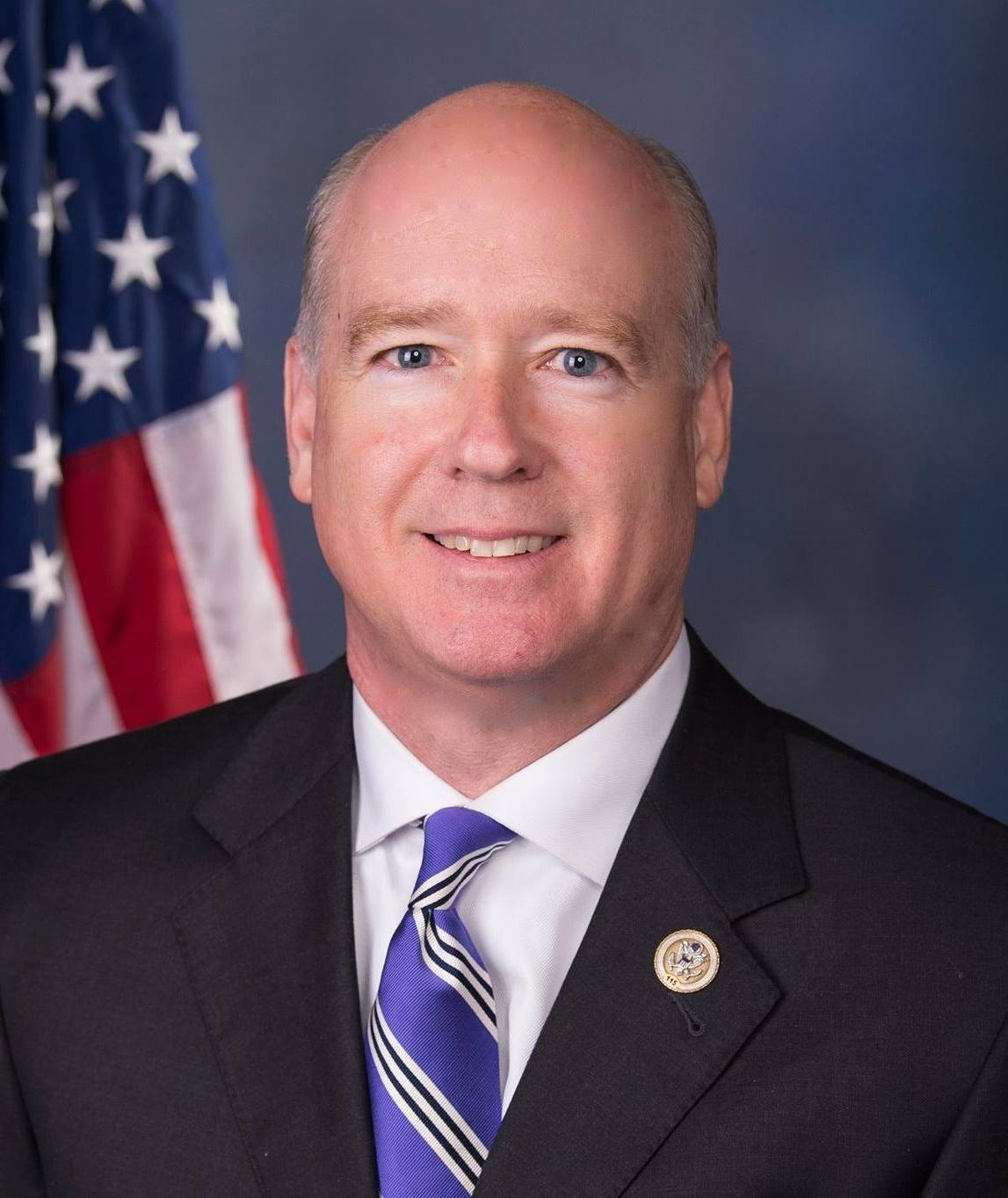
Robert Aderholt (2018)

Robert Brown Aderholt (* 22. Juli 1965 in Haleyville, Winston County, Alabama) ist ein US-amerikanischer Politiker der Republikanischen Partei. Seit Januar 1997 vertritt er den vierten Distrikt des Bundesstaats Alabama im US-Repräsentantenhaus.

## Werdegang
Robert Brown Aderholt machte 1987 einen Bachelor of Arts am Birmingham Southern College und 1990 einen Juris Doctor (J.D.) an der Samford University, beide in Birmingham (Alabama). Nach seinem Studium der Rechtswissenschaft ging er einer Beschäftigung als Anwalt nach. Später war er zwischen 1992 und 1995 als Amtsrichter in Haleyville tätig. Aderholt war zwischen 1995 und 1996 im Stab von Gouverneur Fob James tätig.
Aderholt lebt mit seiner Frau Caroline und den drei Töchtern des Paares in Haleyville.

## Politik
Aderholt setzte sich bei den Wahlen 1996, für den vierten Kongresswahlbezirk Alabamas, am 5. November, mit 49,9 zu 48,2 % der Stimmen gegen den Demokraten Robert T. Wilson, Jr., sowie gegen Alan Barksdale von der Libertarian Party durch. Er folgte damit wo am 3. Januar 1997 auf den Demokraten Tom Bevill, der nach 30 Jahren im Kongress der Vereinigten Staaten auf eine weitere Kandidatur verzichtete. Nachdem er bei allen folgenden zwölf Wahlen zwischen 1998 und 2020, jeweils bestätigt wurde, kann er sein Mandat bis heute ausüben. Die Wahlen 2010 und 2014 konnte er ohne Gegenkandidat an gewinnen. Auch die folgenden Wiederwahlen bestand er. Seine aktuelle, insgesamt 15., Legislaturperiode im Repräsentantenhaus des 119. Kongresses läuft noch bis zum 3. Januar 2027.[veraltet]

### Ausschüsse
Aderholt ist aktuell Mitglied in folgenden Ausschüssen des Repräsentantenhauses:
- Committee on Appropriations
  - Agriculture, Rural Development, Food and Drug Administration, and Related Agencies
  - Commerce, Justice, Science, and Related Agencies (Ranking Member)
  - Defense

Ferner ist er Mitglied der Kommission über Sicherheit und Zusammenarbeit in Europa.

### Ansichten
Innerhalb der Partei gehört er der Tea-Party-Bewegung an. Unter anderem ist er ein Gegner einer Verschärfung des Waffenrechts in den USA.
Aderholt gehörte zu den Mitgliedern des Repräsentantenhauses, die bei der Auszählung der Wahlmännerstimmen bei der Präsidentschaftswahl 2020 für die Anfechtung des Wahlergebnis stimmten. Präsident Trump hatte wiederholt propagiert, dass es umfangreichen Wahlbetrug gegeben hätte, so dass er sich als Sieger der Wahl sah. Für diese Behauptungen wurden keinerlei glaubhafte Beweise eingebracht. Der Supreme Court wies eine entsprechende Klage mit großer Mehrheit ab, wobei sich auch alle drei von Trump nominierten Richter gegen die Klage stellten.